# Binibèquer Nou
Binibèquer Nou és un nucli de població eminentment turístic pertanyent al terme municipal de Sant Lluís a l'illa de Menorca. Dista 5 km de Sant Lluís i 8 km de la capital, Maó.
Consta de:
- Cala de Binibèquer, al voltant de la qual hi ha xalets i cases turístiques.
- Cala (petita badia o ancorada) anomenada Cala Torret, que té un conjunt d'apartaments, comerços i locals de restauració.

Està situat al sud-est de l'illa, entre Binibèquer Vell i Biniancolla, d'esquerra a dreta.